# Idzsrud megye

Zandzsán tartomány megyéinek elhelyezkedése

Idzsrud megye (perzsául: شهرستان ایجرود ) Irán Zandzsán tartományának nyugati megyéje az ország északnyugati részén. Északon és északkeleten Zandzsán, keleten Szoltánije városa, délen Hodábande, nyugaton Kurdisztán határolja. Székhelye Zarrinabad városa. Második legnagyobb városa Halab. Lakossága 35 661 fő. A megye két további kerületre oszlik: Központi kerület és Halab kerület.

## Fordítás
- Ez a szócikk részben vagy egészben  az   Ijrud County című angol Wikipédia-szócikk ezen változatának fordításán alapul.  Az eredeti cikk szerkesztőit annak laptörténete sorolja fel. Ez a jelzés csupán a megfogalmazás eredetét és a szerzői jogokat jelzi, nem szolgál a cikkben szereplő információk forrásmegjelöléseként.
- Ez a szócikk részben vagy egészben  a(z)   شهرستان ایجرود című perzsa Wikipédia-szócikk ezen változatának fordításán alapul.  Az eredeti cikk szerkesztőit annak laptörténete sorolja fel. Ez a jelzés csupán a megfogalmazás eredetét és a szerzői jogokat jelzi, nem szolgál a cikkben szereplő információk forrásmegjelöléseként.